# Павлос Мелас (дем)
Павлос Мелас (на гръцки: Δήμος Παύλου Μελά, Димос Павлу Мела) е дем в област Централна Македония на Република Гърция. Демът обхваща три предградия на град Солун. Центърът му е в Ставруполи. Демът е кръстен на гръцкия национален герой Павлос Мелас.

## Селища
Дем Павлос Мелас е създаден на 1 януари 2011 година след обединение на две стари административни единици – демите Ставруполи, Евкарпия и Полихини по закона Каликратис.

### Демова единица Лембет
Според преброяването от 2001 година дем Евкарпия (Δήμος Ευκαρπίας) има 6598 жители и в него влиза само едно-единствено селище – кварталът на Солун Лембет (Ευκαρπία, Евкарпия).

### Демова единица Полихини
Според преброяването от 2001 година дем Полихини (Δήμος Πολίχνης) има 36 146 жители и в него влиза само едно-единствено селище – кварталът на Солун Полихни (Πολίχνη).

### Бивш дем Ставруполи
Според преброяването от 2001 година дем Ставруполи (Δήμος Σταυρουπόλεως) има 41 653 жители и в него влиза единствено солунският квартал Ставруполи (Σταυρούπολη).
- Бившият дем Евкарпия на картата на бившия ном Солун
- Бившият дем Полихини на картата на бившия ном Солун
- Бившият дем Ставруполи на картата на бившия ном Солун